# Bình Quế
Bình Quế là một xã thuộc huyện Thăng Bình, tỉnh Quảng Nam, Việt Nam.
Xã Bình Quế có diện tích 15,53 km², dân số năm 2019 là 5.413 người, mật độ dân số đạt 349 người/km².